# أحمد العيدان
أحمد صبيح العيدان ، من مواليد 1 أكتوبر 1982 ، لاعب كرة قدم كويتي سابق.

## بدايته
بدأ مشواره مع نادي السالمية، وفي أغسطس من عام 2009 إنضم لنادي الكويت. كما إنه يلعب مع منتخب الكويت لكرة القدم. وهو حاصل على بكالوريوس بالعلوم السياسية من كلية العلوم الاجتماعية بجامعة الكويت.
وقد تعرض اللاعب أحمد العيدان في شهر يوليو 2011 إلى جلطة بالمخ.
1. ↑  "كووورة: الموقع العربي الرياضي الأول". www.kooora.com. مؤرشف من الأصل في 2014-01-08. اطلع عليه بتاريخ 2024-02-11.
2. ↑  "الكويت يفوز على لبنان في مباراة تكريم أحمد العيدان". اطلع عليه بتاريخ ١١/١٠/٢٠١٨. {{استشهاد ويب}}: تحقق من التاريخ في: |تاريخ الوصول= (مساعدة)